# Batu Patah
Batu Patah is een bestuurslaag in het regentschap Tanggamus van de provincie Lampung, Indonesië. Batu Patah telt 1436 inwoners (volkstelling 2010).